# Bobolice
Bobolice (tyska: Bublitz, kasjubiska: Bòbòlice) är en stad i norra Polen, belägen i distriktet Powiat koszaliński i Västpommerns vojvodskap, 40 km söder om Koszalin. Staden har 4 218 invånare (år 2013) och är centralort för en stads- och landskommun med totalt 9 583 invånare.

## Historia
Staden grundades i hertigdömet Pommern-Wolgast på 1300-talet och tillföll Brandenburg-Preussen i Westfaliska freden 1648, var från 1701 en del av kungadömet Preussen och från 1871 som del av Preussen även en del av Tyska kejsardömet. Staden var då huvudsakligen känd under sitt tyska namn, Bublitz. Administrativt tillhörde staden från 1816 regeringsområdet Köslin i den preussiska provinsen Pommern. Efter Tysklands nederlag i andra världskriget hamnade orten öster om Oder-Neisse-linjen och tillföll Polen 1945. Den tyskspråkiga befolkningen fördrevs till nuvarande Tyskland, och stadens befolkning ersattes gradvis av polsktalande inflyttade från Polen och Sovjetunionen. Sedan dess bär staden officiellt sitt polska namn, Bobolice.

## Kända personer
- Hans-Jürgen Heise (1930 - 2013), tysk författare.
- Paul Kleinschmidt (1883–1949), konstnär.
- Egon Nitz (1934–2011), amiral i DDR:s Volksmarine.
- Ré Soupault (1901-1996), född Meta Erna Niemeyer, tysk-fransk konstnär, designer, fotograf och journalist.